# Valdoie
Valdoie är en kommun i departementet Territoire de Belfort i regionen Bourgogne-Franche-Comté i östra Frankrike. Kommunen ligger i kantonen Valdoie som tillhör arrondissementet Belfort. År 2022 hade Valdoie 5 193 invånare.

## Befolkningsutveckling
Antalet invånare i kommunen Valdoie
| Referens: INSEE |